# Vehicle de trabuc

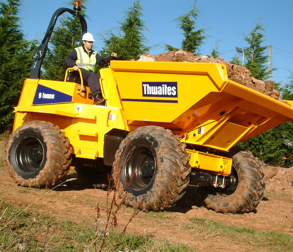
Vehicle de trabuc tot terreny, amb tracció a les quatre rodes.

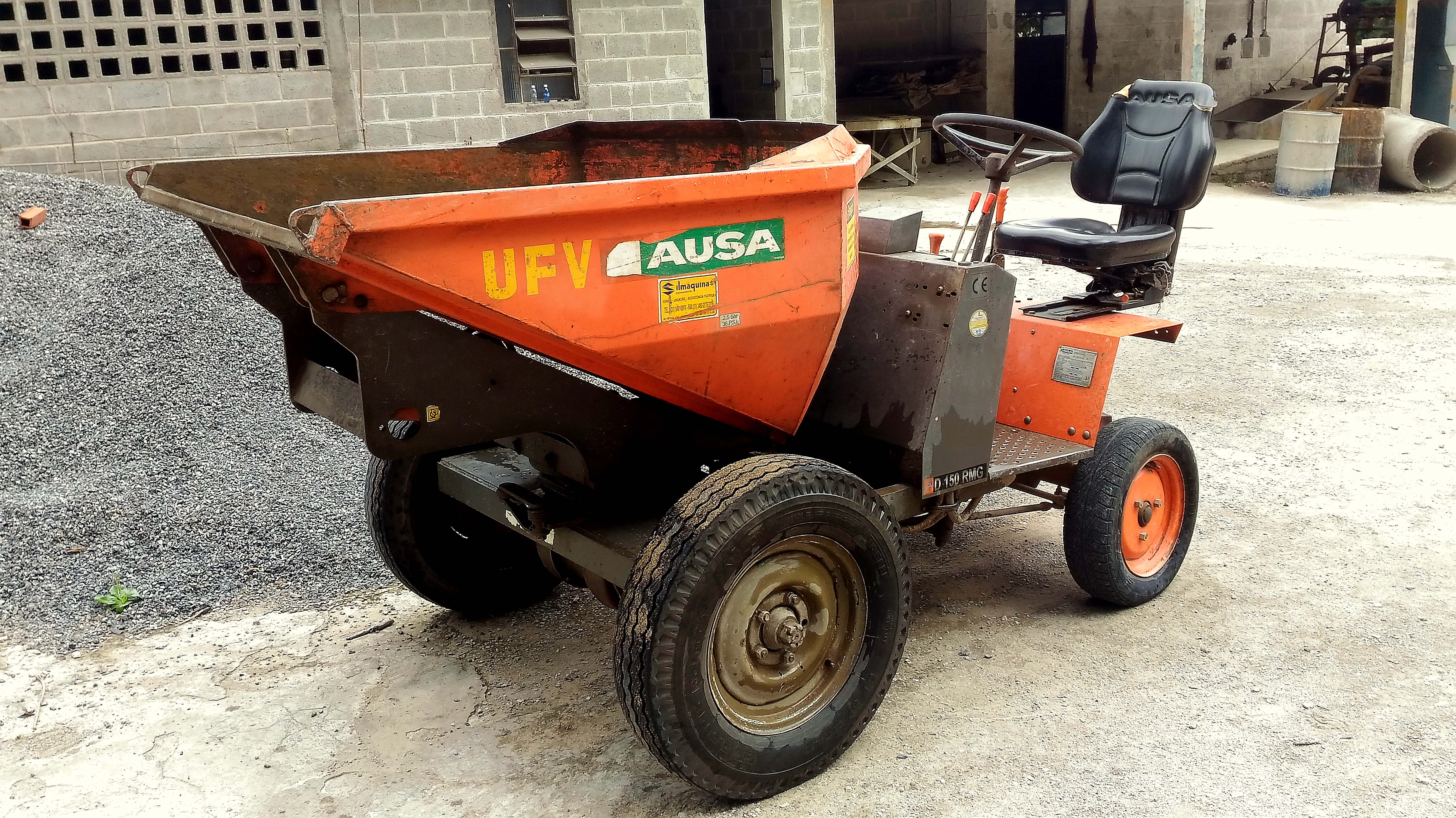
Autotrabuc amb tracció a l'eix davanter

El vehicle de trabuc, bolquet o autotrabuc (conegut habitualment com a “dúmper”, si bé aquest nom s'aplica també a vehicles diferents) és un vehicle de quatre rodes utilitzat en la construcció destinat al transport de materials a granel dins de les obres, i consta d'una tremuja, bolquet, o caixa basculant, per a la seva descàrrega, bé cap a davant o lateralment, mitjançant gravetat o de forma hidràulica. A més té un tracció davantera o de doble eix, amb rodes posteriors direccionals.
Es distingeix substancialment del camió bolcador o dumper truck per la seva configuració: el "vehicle de trabuc" autopropulsat generalment té el contenidor de càrrega en la part frontal davant del conductor, mentre que el camió bolcador el té a la part posterior, darrere de la cabina del conductor. Com el lloc de conducció està situat darrere del bolquet, sobre les rodes del darrere, es fa necessari posar de forma adequada la càrrega, per permetre la visibilitat. En molts casos, la direcció del seient del conductor es pot invertir i el vehicle disposa d'un segon joc de comandaments, per tal que es pugui conduir a la mateixa velocitat tant endavant com endarrere.
L'engegament del motor normalment es fa per mitjà d'una maneta (però darrerament n'hi ha més amb motor elèctric) segons la seva capacitat de càrrega. Té de quatre velocitats, dos per cada sentit, accionats per un inversor de marxa, i s'ha de prohibir excedir de 20 km/h tant dins com fora de l'obra (recollida de materials). Al costat de la maneta d'arrencada hi ha un ganxo, que permet l'arrossegament de remolcs. Compta amb llums i altres dispositius que prescriu el codi de circulació espanyol, pel que el seu ús es prescriu a la zona de l'obra, i caldrà per al seu transport per una carretera, autovia o autopista un camió grua o camió de suficient mida perquè es realitzi de manera segura, tot i que també hi ha dúmpers matriculats que poden circular per la via pública. De tota manera, per l'ús d'aquesta màquina en l'obra cal tenir el permís de conduir tipus B, i que la mateixa màquina tingui altres elements necessaris que permetin una circulació més segura.
Quan la descàrrega es fa per gravetat (no hidràulicament), la disposició de la caixa és tal que quan està buida la posició elevada és estable mentre que quan està plena la posició estable és la baixa. Aleshores, per buidar només cal deixar anar la caixa (amb un pedal als peus del conductor) per que es tombi pel pes de la càrrega i un cop buida es pot tornar a posar a lloc amb la mà.
Per reduir els accidents, es poden adaptar diferents components al dúmper:
- Pòrtic de seguretat, que disposarà de cinturó de seguretat i dispositius de subjecció. La resistència del pòrtic a la deformació ia la compressió haurà de ser com a mínim del pes del vehicle.
- Els vehicles mal compensats, hauran de portar un llast o contrapès a la zona desequilibrat, per incrementar l'estabilitat carregat.
- L'evacuació de fums del motor haurà d'estar en la part dreta del conductor, sota el xassís.
- Elevar el costat més pròxim al conductor, per millorar la visibilitat.
- Col·locar una arrencada elèctrica, l'enganxament encastat, botzina, miralls retrovisors, sistema d'il·luminació, etc.

S'ha de prohibir l'ús del dúmper en rampes de més del 20% en terrenys humits i de més del 30% en terrenys secs, i es recomana que la pujada de rampes amb càrrega es realitzi marxa enrere (i posseirà un element sonor que avisi a possibles treballadors propers que s'està realitzant una operació amb maquinària en marxa enrere), evitant la pèrdua de càrrega, la bolcada, i la pèrdua d'estabilitat. Si s'estaciona en una rampa, caldrà apagar el motor, i accionar el fre de mà. Les rampes han de tenir 70 centímetres lliures fins a l'extrem de les mateixes. El bolquet està prohibit a les autopistes o autovies i per ciutat cal anar sempre amb cinturó de seguretat.
Els primers dúmpers tenien una càrrega útil de prop d'una tona i eren de tracció a 2 rodes, la conducció sobre l'eix davanter, i la direcció a les rodes del darrere. Com que la caixa queda sobre l'eix davanter, el pes de la càrrega ajuda a millorar l'adherència dels neumàtics cosa que ajuda a pujar rampes importants, però també fa que en anar tot el pes sobre un sol eix les rodes d'aquest eix hagin de ser més grans. El motor dièsel monocilíndric (de vegades feta per Lister) va ser iniciat amb caixa de canvis manual. El volant fa girar les rodes del darrere, no davant. Funcionant amb poca electrònica i amb poca hidràulica, poc pot anar malament en aquesta màquina.
Els dúmpers moderns tenen càrregues útils de fins a 10 tones i en general es dirigeixen mitjançant l'articulació al centre del xassís (direcció de pivot). Tenen motors de diversos cilindres dièsel, turbo, alguns arrencada elèctrica i tenen el sistema hidràulic d'inclinació i direcció i són més cars de fabricar i operar. Alguns dúmpers incorporen una cabina amb forma d'A, es coneix com a marc ROPS (Roll-Over Protection), es pot muntar sobre el seient per protegir el conductor si el dúmper es dona la volta. Alguns bolquets tenen FOPS (protecció contra objectes caient) també. Els canvis d'elevació estan disponibles per a la descàrrega sobre el nivell del sòl. En la dècada de 1990 van sortir els dúmpers amb caixes giratòries, que podien ser rotats per inclinar cap a un costat, es va fer popular, especialment per als que treballen en llocs estrets, com ara obres viàres.

## Nom
En català i en altres llengües la terminologia per referir-se als diferents vehicles amb caixa basculant pot resultar confusa perquè vehicles diferents reben el mateix nom en diferents contextos.
El nom més corrent d'aquest vehicles d'obra petits és dúmper (de l'anglès dump, tombar) que també designa els camions d'obra o de pedrera molt grans, que tenen en comú la caixa basculant i que no estan pensats per circular fora de l'obra, els uns per massa petits i senzills i els altres per massa grans. El terme vehicle de trabuc, emprat sovint amb aquest vehicle, pot designar qualsevol vehicle que es descarregui trabucant la caixa, incloent camions i carros (carros de trabuc). Autotrabuc es fa servir també per aquests vehicles petits d'obra, però es refereix al fet que la caixa bascula sola pel seu propi pes, cosa que passava també amb els carros de trabuc però no amb les caixes mogudes hidràulicament, que també tenen alguns vehicles de trabuc petits.